# Ira Gitler
Ira Gitler (* 18. Dezember 1928 in Brooklyn in New York City, New York; † 23. Februar 2019 in Manhattan, New York City, New York) war ein US-amerikanischer Jazzkritiker, Jazz-Journalist und Jazzhistoriker, der unter anderem für das Jazz-Magazin „Down Beat“ schrieb.

## Leben
Gitler wuchs in der Swing-Zeit auf, war jedoch vor allem durch den in den 1940er Jahren in New York aufkommenden Bebop geprägt. Er studierte an der University of Missouri und an der Columbia University. Seit seinen ersten Liner notes 1951 für ein Zoot-Sims-Album bei der Plattenfirma Prestige (für die er 1950–1955 arbeitete) schrieb er die Texte für hunderte Album-Cover. 1963–1964 und 1967–1970 war er der Herausgeber (für New York) des Down Beat, schrieb aber auch für Metronome, JazzTimes, das französische Jazz Magazine, die New York Times, Village Voice, den San Francisco Chronicle u a. Im Internet-Zeitalter schrieb er eine Kolumne für „Jazz Central Station“ und „CD now“.
Außerdem produzierte Ira Gitler im Auftrag von Bob Weinstock Platten für Prestige, wie zum Beispiel Miles Davis’ Diggin’ with the Miles Davis Sextet (1953) und Collectors’ Items (1956). Auch organisierte er Jazzkonzerte, u. a. in den 1980er und 1990er Jahren die JVC-NY Jazz-Festivals (mit vielen Tributes to...  Konzerten). Darüber hinaus arbeitete er als Radiokommentator (z. B. für WNCN und WBAI in New York in den 1960er Jahren, nach der Jahrtausendwende für „Reminiscing in Tempo“ auf Sirius Satellite Radio). Er lehrte zu Beginn der 1970er Jahre am City College of New York, an der The New School (1986–1994) und an der Manhattan School of Music. Bei Jazz-Veranstaltungen war er ein beliebter Conférencier (master of ceremonies).
Nachdem er 1966 ein Standardbuch zur Geschichte des Bebop in der Jazz masters-Reihe geschrieben hatte, veröffentlichte er 1985 auch einen Oral History Band zur Entwicklung des Bebop. Ab den 1970er Jahren war er auch Mitarbeiter von Leonard Feather in der Fortschreibung und Aktualisierung von dessen Jazz-Enzyklopädie.
Er galt als einer der bekanntesten Jazzkritiker und erhielt 2002 den Lifetime award der New Yorker Jazzjournalisten.
Daneben schrieb er auch Bücher über Eishockey (u. a. Blood on the ice: Hockey’s most violent moments (1974), Ice Hockey A to Z (1978)). Gitler starb im Februar 2019 im Alter von 90 Jahren.

## Werke
- Jazz masters of the forties. MacMillan, 1966; Collier, New York 1974; neu bearbeitet als The masters of Bebop bei DaCapo.
- From Swing to Bop. Oxford University Press, 1985 (Interviews, das heißt oral history Projekt wie auch Jazz masters of the 40s)
- mit Spiltzer: Jazz.
- The Masters of Bebop: A Listener’s Guide. Da Capo Press, 2001.
- mit Ralph J. Gleason, Studs Terkel: Celebrating the Duke – and Louis, Bessie, Billie, Bird, Carmen, Miles, Dizzy and other heroes. 1975.
- mit Leonard Feather: The encyclopedia of Jazz in the 70s. Horizon Press, 1976, 1987.
- dies.: Encyclopedia of Jazz. 1955
- dies.: Biographical Encyclopedia of Jazz. Oxford University Press, 1999, ISBN 0-19-532000-X.